# Nazionale maschile di hockey su prato dell'Afghanistan
La nazionale di hockey su prato dell'Afghanistan è la squadra di hockey su prato rappresentativa dell'Afghanistan.

## Partecipazioni

### Mondiali
- 1971-2006 – non partecipa

### Olimpiadi
- 1908 – non partecipa
- 1920 – non partecipa
- 1928 - non partecipa
- 1932 - non partecipa
- 1936 - 6º posto
- 1948 - Primo turno
- 1952 - non partecipa
- 1956 - 11º posto
- 1960 - non partecipa
- 1964 - non partecipa
- 1968 - non partecipa
- 1972 - non partecipa
- 1976 - non partecipa
- 1980 - non partecipa
- 1984 - non partecipa
- 1988 - non partecipa
- 1992 - non partecipa
- 1996 - non partecipa
- 2000 - non partecipa
- 2004 - non partecipa
- 2008 - non partecipa

### Champions Trophy
- 1978-2008 – non partecipa

### Hockey Asia Cup
- 1982 - ?
- 1985 - ?
- 1989 - ?
- 1994 - ?
- 1999 - ?
- 2003 - ?
- 2007 - non partecipa